# Villaobispo de Otero
Villaobispo de Otero é um município da Espanha na província de León, comunidade autónoma de Castela e Leão, de área 31,61 km² com população de 665 habitantes (2004) e densidade populacional de 21,04 hab/km².

## Demografia
| Variação demográfica do município entre 1991 e 2004 | Variação demográfica do município entre 1991 e 2004 | Variação demográfica do município entre 1991 e 2004 | Variação demográfica do município entre 1991 e 2004 |
| --------------------------------------------------- | --------------------------------------------------- | --------------------------------------------------- | --------------------------------------------------- |
| 1991                                                | 1996                                                | 2001                                                | 2004                                                |
| 827                                                 | 763                                                 | 702                                                 | 665                                                 |